# Jorginho Cantinflas
Jorge Luís da Silva, mais conhecido apenas como Jorginho e, às vezes, como Jorginho Cantinflas (São Paulo, 22 de março de 1965) é um treinador e ex-futebolista brasileiro que atuava como meia.

## Carreira

### Como jogador
Iniciou sua carreira jogando pela Portuguesa, em 1981.
Jogou em vários outros clubes brasileiros, ganhando maior destaque ao defender o Palmeiras, de 1990 a 1992, e o Juventude.
Antes da temporada em Minas Gerais, Jorginho atuava pelo Santo André, na Série A2 do Campeonato Paulista. No ano de 1997, o jogador chegou ao Atlético Mineiro e fez parte da equipe vencedora na Copa Conmebol e na Copa Centenário de Belo Horizonte. Em 36 jogos, Jorginho fez 14 gols.
Ainda em 1998, a dupla Jorginho e Leão repetiram a dose e foram novamente campeões da Copa Conmebol, agora pelo Santos. No Peixe, Jorginho foi quem marcou o gol de número 10 mil da história do clube, em 1998, na vitória de 4x3 sobre o Villa Nova, em Nova Lima.
Pela Seleção Brasileira, disputou apenas uma partida amistosa contra a Espanha em 1990.

### Como treinador

#### Nacional
Iniciou sua carreira como treinador pela equipe do Nacional-SP na Copa São Paulo Junior em 2005 e após, no profissional ao lado de Túlio Tangione.

#### Palmeiras
Foi treinador interino do Palmeiras, após a saída de Vanderlei Luxemburgo em 27 de junho de 2009 por cerca de um mês, em sete jogos com cinco vitórias, um empate e uma derrota, e a pedido do então técnico Muricy Ramalho, se tornou auxiliar-técnico.

#### Goiás
Em 25 de janeiro de 2010, assumiu o comando do Goiás após a saída de Hélio dos Anjos. Mas, após resultados ruins no Campeonato Goiano e na Copa do Brasil, acabou demitido no dia 19 de abril.

#### Ponte Preta
Apenas dois dias depois, em 21 de abril, Jorginho foi anunciado como o novo técnico da Ponte Preta e, devido aos maus resultados, foi demitido no dia 24 de outubro.

#### Portuguesa
No final de fevereiro de 2011, assumiu o comando da Portuguesa. Assumiu o time durante o Campeonato Paulista de 2011, conseguindo classificar o time entre os 8 primeiros, chegando até as quartas-de-final. Após o Paulistão, fez brilhante campanha na Série B de 2011, conquistando o título nacional com quatro rodadas de antecipação.
Ao término da Série B, após ser campeão com a Lusa, Jorginho foi especulado em muitos clubes da elite do futebol brasileiro, mas acabou confirmando sua permanência no Canindé para a temporada 2012.
No dia 20 de abril de 2012, Jorginho foi demitido após não evitar o rebaixamento da Portuguesa para a Série A2 do Paulistão.

#### Atlético Parananense
No dia 27 de junho de 2012, Jorginho foi anunciado como novo técnico do Atlético Paranaense, sendo demitido em 4 de agosto.

#### Bahia
Ainda teve uma passagem pelo Bahia, onde conseguiu salvar a equipe do rebaixamento, no Brasileirão 2012.
Em 2013, sem os reforços esperados, acabou pedindo demissão após goleada sofrida para o maior rival, Vitória, por 5 a 1, na reinauguração da Fonte Nova.

#### Náutico
Em 15 de agosto de 2013, Jorginho foi anunciado como novo técnico do Náutico. Entretanto, após vinte dias, sete jogos e apenas uma vitória, deixou o clube em 6 de setembro.

#### Vitória
Em 23 de maio de 2014, foi contratado para dirigir o Vitória.  Deixou o comando do Vitória no dia 21 de agosto, após alguns maus resultados e o time em mal colocação no Campeonato Brasileiro.

#### Chapecoense
No dia 11 de setembro de 2014, foi anunciado como novo técnico da Chapecoense para a disputa do Campeonato Brasileiro. Teve bons resultados de início, incluindo a histórica goleada de 5 x 0 sobre o Internacional. Mas após uma sequência de 6 jogos de vitória, foi demitido em 17 de novembro.

#### Atlético Goianiense
No dia 9 de junho de 2015, foi anunciado como novo técnico da Atlético Goianiense para a disputa da Série B do Brasileiro. Em 21 de julho de 2015, Jorginho com as dificuldades que encontrou no elenco não conseguiu tirar o Atlético Goianiense da zona de rebaixamento na Série B do Brasileiro. Comandou o clube em 7 jogos, sendo 1 vitória, 2 empates e 4 derrotas.

#### Retorno à Portuguesa
No dia 13 de junho de 2016, a Portuguesa anuncia a volta de Jorginho ao Canindé, para a disputa do Campeonato Brasileiro da Série C, visando promover o clube paulista à segunda divisão do futebol brasileiro de 2017.
Estrou com o pé direito, na vitória por 2x1 diante do Juventude, em Caxias do Sul-RS, no dia 18 de junho de 2016. Foi demitido no dia 22 de agosto, após três derrotas consecutivas, e com o time na zona de rebaixamento da Série C.

#### Água Santa
Em 24 de novembro de 2016, Jorginho foi confirmado como novo treinador do Água Santa, para comandar o clube de Diadema na disputa dos torneios em 2017.
Em 28 de janeiro de 2018, após um ano e dois meses Jorginho foi demitido, o treinador comandou a equipe nos quatro primeiros jogos do Paulistão, não conseguindo êxito, tendo 3 derrotas e uma vitória em 2018, nesta passagem pelo Netuno, somaram 46 partidas, 20 vitórias, 11 empates e 15 derrotas.

#### Nacional -Sp e Juventus de Jaraguá- SC
Após uma passagem ruim pelo Nacional- SP, onde acabou rebaixado para a Série A3 do Paulistão, em 1 de novembro de 2019, Jorginho é anunciado como o novo treinador do Juventus de Jaraguá. Comandou o time no Campeonato Catarinense Série A 2020. onde conseguiu uma campanha histórica com o time de Jaraguá, alcançando a semi-final da competição, eliminando o Figueirense nas quartas, com um sonoro 4 x 1 em pleno Orlando Scarpelli.

#### Figueirense
Em 13 de novembro de 2020, Jorginho foi anunciado como o novo treinador do Figueirense para a sequência do Campeonato Brasileiro da Série B de 2020. Mesmo tendo feito alguns bons jogos, Jorginho não consegui evitar o rebaixamento do Figueirense a Série C do Campeonato Brasileiro. Mesmo assim, a diretoria decidiu renovar o contrato para a temporada 2021. Apesar de não conseguir o principal objetivo do clube catarinense que era o acesso a Série B, Jorginho conquistou a Copa SC 2021, mas não teve seu contrato renovado para a temporada 2022.

### Juventus
No final de fevereiro de 2023, foi contratado pelo Juventus/SP.

## Estatísticas
| Clube               | Jogos | Vitórias | Empates | Derrotas |
| ------------------- | ----- | -------- | ------- | -------- |
| Palmeiras           | 7     | 5        | 1       | 1        |
| Goiás               | 21    | 10       | 2       | 9        |
| Ponte Preta         | 31    | 12       | 9       | 10       |
| Portuguesa          | 83    | 38       | 23      | 22       |
| Atlético Paranaense | 9     | 4        | 1       | 4        |
| Bahia               | 29    | 11       | 10      | 8        |
| Náutico             | 7     | 1        | 0       | 6        |
| Vitória             | 10    | 2        | 4       | 4        |
| Chapecoense         | 14    | 4        | 4       | 6        |
| Atlético Goianiense | 7     | 1        | 2       | 4        |
| Água Santa          | 46    | 20       | 11      | 15       |

## Títulos

### Como jogador
Paysandu
- Campeonato Paraense: 1992

Atlético Mineiro
- Copa Conmebol: 1997
- Copa Centenário de Belo Horizonte: 1997

Santos
- Copa Conmebol: 1998

#### Artilharia
- Copa Centenário de Belo Horizonte: 1997 (3 gols)

### Como treinador
Portuguesa
- Campeonato Brasileiro - Série B: 2011

Figueirense
- Copa Santa Catarina: 2021